# 凱科斯群島
凱科斯群島（英語：Caicos Islands）是英國屬地土克凱可群島的群島，位於伊斯帕尼奧拉島以北約200公里的大西洋海域，屬於廬卡雅群島的一部分，由30個島嶼組成，面積460.2平方公里，人口36,770。
主要島嶼為中凱科斯島、普羅維登西亞萊斯島、北凱科斯島、南凱科斯島、東凱科斯島及西凱科斯島。